# Marco Ballotta
Marco Ballotta (Casalecchio di Reno, 3 april 1964) is een voormalig Italiaanse voetballer die als laatste uitkwam voor Lazio Roma. Ballotta was keeper. Eerder speelde hij voor onder andere Modena FC, AC Parma en Inter Milan. In het seizoen 2007-2008 was Ballotta met 43 jaar de oudste speler in de Serie A en in de Champions League.
Na zijn actieve carrière ging hij eind augustus 2008 aan de slag als technisch directeur bij Modena. Een maand later werd hij wegens de tegenvallende prestaties van de ploeg in de competitie alweer ontslagen.

## Erelijst
AC Parma
- Coppa Italia

1992